# Drew Storen
Drew P. Storen (né le 11 août 1987 à Brownsburg, Indiana, États-Unis) est un lanceur de relève droitier des Blue Jays de Toronto de la Ligue majeure de baseball.

## Carrière

### Nationals de Washington
Drew Storen est drafté par les Yankees de New York, qui en font leur sélection de 34e ronde en 2007. L'athlète de 19 ans choisit de ne pas signer avec ce club, préférant poursuivre sa carrière à l'Université Stanford en Californie. Il est par conséquent repêché une seconde fois, devenant un choix de première ronde des Nationals de Washington en 2009. Ces derniers jettent leur dévolu sur Stephen Strasburg, un autre lanceur, comme tout premier choix de la séance, puis font de Storen le 10e joueur choisi au total lors de cette journée. Les Nats accordent à Storen un boni à la signature de 1,6 million de dollars. En prévision de la saison de baseball 2010, Storen est classé par Baseball America troisième meilleur espoir des Nationals, après Strasburg et le receveur Derek Norris.
Le parcours de Storen est ligues mineures est très rapide. Après avoir amorcé la saison de baseball 2010 dans le AA chez les Senators d'Harrisburg, il gradue chez les Chiefs de Syracuse au niveau Triple-A, puis est promu chez les Nationals en mai. Il fait ses débuts dans les majeures le 17 mai 2010 comme lanceur de relève dans un match de Washington à Saint-Louis. Deux jours plus tard, il est crédité de sa première victoire en carrière lors d'une autre sortie en relève, cette fois contre les Mets de New York. Le 23 mai contre Baltimore, le lanceur recrue récolte son premier coup sûr à sa toute première présence comme frappeur dans les grandes ligues, frappant un simple aux dépens de Kevin Milwood.
En 2011, Storen est le stoppeur des Nationals et réussit 43 sauvetages, le quatrième meilleur total de la Ligue nationale. Il protège donc plus de la moitié des victoires des Nationals, gagnants de 80 parties cette année-là. Sa moyenne de points mérités qui était à 3,58 en 2010 baisse à 2,75 en 75 manches et un tiers lancées. Il réussit 71 retraits sur des prises en 73 matchs joués, remporte six victoires et encaisse trois défaites.

### Blue Jays de Toronto
Le 8 janvier 2016, les Nationals échangent Drew Storen aux Blue Jays de Toronto contre le voltigeur Ben Revere.